# Калиновка (город)
Кали́новка (укр. Калинівка) — город в Хмельникском районе Винницкой области Украины, административный центр Калиновской городской общины. До 2020 года город был административным центром упразднённого Калиновского района.

## История

### В составе Польши
Калиновка основана в первой половине XVIII века. Исторические источники свидетельствуют, что название это происходит от фамилии польского магната Калиновского, который захватил здешние земли и закрепостил крестьян.
В 1774 году в ней насчитывалось 44 двора, в которых проживало 143 человека. Хотя поселение было небольшим, господа открыли здесь пивоварню, винокурню, мельницы, которые давали им немалую прибыль. Увеличивалась Калиновка медленно. Через сто лет в ней стало 145 дворов с населением 1138 человек.
По итогам второго раздела Речи Посполитой в 1793 году регион переходит в состав Российской империи. С 1796 года — в составе Винницкого уезда Подольской губернии.

### XIX век
Низкий уровень земледелия крестьян и гнёт помещиков привели к восстаниям жителей Калиновки и окрестных сёл в XIX веке. Особенно активно они начались с 1820-х годов, когда во главе стал Устим Кармалюк. Он укрывался в Чёрном лесу, поблизости от Калиновки и получал поддержку местных жителей, которые помогали ему нападать на помещиков. Кармелюк и сам посещал Калиновку. В 1828 году крестьянин из Калиновки К. Древицкий был привлечён к суду за потакание повстанцам.
В 1860-х Калиновским имением стал владеть немец Л. Вальков, который оставил себе лучшие земли, а крестьянам отдал только 664 десятины. Большинство из них не имели даже скота и животных, еле сводили концы с концами и жили на грани нищеты. Многие уходили на заводы и фабрики ради заработка. В 1871 году через Калиновку проложили железную дорогу Киев-Одесса, что помогло развитию города. В конце 1870-х здесь возникли новые предприятия, в том числе сахарный и винокуренный заводы. Местные жители занялись ремёслами и торговлей, в районе было 16 лавок и несколько ярмарок.
Несмотря на развитие экономики, культура многих горожан оставалась низкой. К концу XIX века в Калиновке проживало более 1600 человек, где большая часть работали на заводах, продавали свои изделия и занимались ремёслами.

### Начало XX века

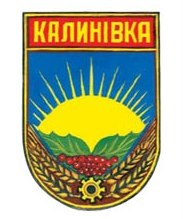
Один из старых вариантов герба

В 1903 году произошла забастовка калиновских рабочих. В 1906 году возникли беспорядки, а жители сожгли помещичье имение. Во время революционных событий 1905—1907 годов, калиновцы бастовали за повышение оплаты труда. Несмотря на это, на подавление приехали 3 эскадрона драгун, но и это не помогло избежать мятежа. В ночь на 30 октября 1906 года жители сожгли имение, и чтобы прекратить беспорядки, карательные отряды расстреляли нескольких участников выступлений.
В начале Первой мировой войны зарплаты на заводах были низкими. Многие крестьянские семьи не могли обработать землю и остались неубранными. Семьи солдат жили в лишениях.
После февральской революции многие жители Калиновки активно включились в политическую жизнь.

### В период Октябрьской революции и гражданской войны
Новость о создании Украинской Центральной Рады 4 марта 1917 года жители Калиновки встретили с энтузиазмом. Проводились митинги в поддержку Рады, где основным требованием было провозглашение автономии Украины. К апрелю 1917 года была создана местная власть, подчинённая Раде.
В январе 1918 года власть Советов была провозглашена. Крестьяне одобрили декреты о мире и земле, утвердили ревком и разделили помещичье имущество и землю между собой. Две трети крестьянских дворов получили 1600 десятин земли и другие активы.
В начале марта 1918 года Калиновку захватили австро-германские войска, обложив тяжёлым налогом, и приказав вернуть землю и имущество владельцам. Это вызвало сопротивление населения: землю не возвращали, налоги не платили. В начале апреля 1918 года ворвались карательные отряды, расстреляв всех, кого сумели догнать на площади. Затем у жителей были изъяты заложники и наложены контрибуции, угрожая расстрелом в случае невыплаты. Но несмотря на это, калиновчане продолжали сопротивляться, отказываясь отдавать имущество.
Калиновка была освобождена 16 марта 1919 года. Возобновлён ревком, избран волостной съезд Советов. Были начаты работы по севу, выполнены продналоги, помогали вдовам и сиротам погибших.
Летом 1919 года происходили бои с войсками Петлюры за Винницу, где было много военного имущества. Бойцы Калиновского батальона три дня защищали подступы, но большинство из них погибло.
Ревком и исполком ушли в подполье. Калиновка была захвачена вновь в январе 1920 года, что прервало мирное строительство. Вскоре она вновь была захвачена белополяками, но уже 20 июня 1920 года освобождена.

### 1920-е—1930-е годы
После гражданской войны восстановление предприятий и сельского хозяйства калиновчанам пришлось начинать в очень трудных условиях. Оборудование сахарного и спиртового заводов за годы войны вышло из строя. Поголовье скота сократилось наполовину. Землю пришлось обрабатывать с большими трудностями, урожаи собирали скудные. В общем, как и по всей Украине, в Калиновке был глубокий кризис, причины которого были:
1. Экономическая разруха. Она была обусловлена, с одной стороны, тем, что длительные военные действия (почти непрерывно в течение 7 лет) разрушили материально-техническую базу промышленности, ухудшили её кадровое обеспечение; с другой — военно-коммунистическая политика в значительной степени привела к дезорганизации хозяйственных связей. Не лучшей была ситуация и в сельском хозяйстве. Незаинтересованность крестьян, обусловленная политикой военного коммунизма, недостаточная обеспеченность инвентарём и тягловой силой повлекли сокращение посевных площадей.
2. Политическая нестабильность, вызванная недовольством крестьян продразвёрсткой. Реквизиции и запрет торговли вызывали особо острое неприятие, поэтому развёрстка выполнялась с огромным напряжением. Отбирать хлеб у крестьян становилось всё труднее. Для этого стали использовать отряды красноармейцев украинской запасной армии, однако всё упёрлось в вооружённые выступления крестьян.
3. Голод. Из двух волн голода, прокатившихся Украины в 1921—1923 годах, первая в значительной степени была обусловлена чрезмерным вывозом хлеба в голодающее Поволжье и промышленные центры России, прежде всего Москву и Петроград, а вторая — экспортом украинского зерна.

### Коллективизация
В 1923 году был образован Калиновский район, административным центром которого стала Калиновка.
В ходе коллективизации в Калиновке к концу 1930 года были образованы два колхоза.
В 1930-е годы в Калиновке были открыты 2 средние школы, кинотеатр, Дом культуры, поликлиника, расширилась библиотека.
22 октября 1938 года посёлок Калиновка был отнесён к разряду посёлков городского типа (пгт).

### Великая Отечественная война
Во время Великой Отечественной войны до 1200 жителей села ушли в бой, включая 12 женщин и более 200 бойцов-добровольцев истребительного батальона.
С 22 августа 1941 года город Калиновка находился под оккупацией немецких войск, где устроили гетто для евреев и лагерь для военнопленных на окраине. Некоторые жители села прятали евреев, подвергая свою жизнь опасности.
Как фронт приблизился к Калиновке, людей стали держать под конвоем и запрещали покидать поселение. Слабых и больных ежедневно увозили на расстрел. В живых остались не более ста людей. В июне 1942 года было расстреляно более 700 евреев.
Местную подпольную группу сформировал М. П. Архипович, который с первых дней войны служил в Красной армии, а после ранения сбежал из окружения и вернулся в Калиновку. В конце 1941 года образовалась группа из 27 человек.
19 мая 1942 года был организован первый подпольный райком комсомола, где утвердили личный состав.
27 местных жителей и двое военных объединились в Калиновскую подпольную организацию для создания единого партизанского отряда.
Активисты выпускали листовки, рассказывали о ходе войны, Совинформбюро, пропагандировали сопротивление оккупантам, призывали население подрывать их планы, не давать продовольствие.
Многие нацистские офицеры, полицейские и старосты исчезли. Больше трети земли в Калиновке осталась необработанной, а половина урожая не досталась оккупантам. Подпольные группы Калиновки, Павловки и Одинокого объединились в августе 1942 года.
Условия для подпольщиков были сложными: гестапо и СС плотно контролировали окрестности. В 1942 году гестапо начало выслеживать активистов, что привело к потере многих. 1943 год ознаменовался арестами и казнями многих подпольщиков, в том числе местных учителей. В это время многие калиновские мстители перебрались в Чёрный лес, где их деятельность становилась всё опаснее для оккупантов. Подпольные организации и партизаны были неприступны и ужасающи для врага.
С осени 1943 года отряд под руководством А. С. Мичковского и Д. Д. Садовника (Васильева) стал партизанским соединением, насчитывая 1400 человек. Около 600 калиновчан погибли, сражаясь на фронтах войны.
74-й стрелковый корпус освободил Калиновку 14 марта 1944 года после её полного разрушения оккупантами. Они разрушили железнодорожную станцию, спиртовой завод и многие другие общественные здания.
В 1944 году жители Калиновки сеяли только 30 % земли, остальные были разрушены во время войны. Весной 1944 были возобновлены школы, больницы, работа учреждений и магазинов. Железнодорожники расчищали территорию станции и восстановили железную колею.

### После войны
В 1950 году механизаторы отремонтировали часть разбитых тракторов МТС и жители уже обработали всю землю, но трудности возрождения хозяйства были велики. Правда, ежегодно от государства поступали машины, минеральные удобрения, сортовые семена, денежная ссуда.
В декабре 1950 года три колхоза объединились в один. Председателем избрали И. И. Дыминского, секретарем парторганизации — учительницу Д. Гослинскую. За два года хозяйство достигло довоенных урожаев.
В следующие годы в Калиновке произошли немалые изменения в хозяйственной, культурной и общественной жизни.
В 1978 году численность населения составляла 16,1 тыс. человек, здесь действовали машиностроительный завод, ремонтно-механический завод, ремонтный завод, экспериментальный завод древесных материалов, спиртовой завод, консервный завод, тарный комбинат, швейная фабрика, райсельхозтехника, комбинат бытового обслуживания, технологический техникум, 7 общеобразовательных школ, музыкальная школа, больница, Дворец культуры, Дом культуры, 2 клуба, кинотеатр и 10 библиотек.
В ноябре 1979 года пгт. Калиновка стал городом районного подчинения.
В январе 1989 года численность населения составляла 19 751 человек, основой экономики в это время являлись машиностроительный и консервный заводы, деревообрабатывающие предприятия и швейная фабрика.

### В составе независимой Украины
В августе 1991 года Украина провозглашает независимость от СССР.
В мае 1995 года Кабинет министров Украины утвердил решение о приватизации находившихся в городе ПО «Пищемаш», ремонтно-механического завода, СПМК-70, райсельхозтехники и райсельхозхимии.
В октябре 1995 года в Калиновке был размещён полк внутренних войск МВД Украины «Ягуар».
26 сентября 2017 года на крупном складе боеприпасов, расположенном на окраине города, произошла детонация боеприпасов. По оценкам, взорвалось около трети запасов склада, 30 тысяч тонн боеприпасов.

## Население
На 1 января 2013 года численность населения составляла 19 291 человек.

### Языковой состав
Во время переписи 2001 года 95,75 % населения города указали украинский язык родным, 3,93 % — русский, 0,32 % — другие языки.

## Транспорт
Железнодорожный узел.

## Галерея

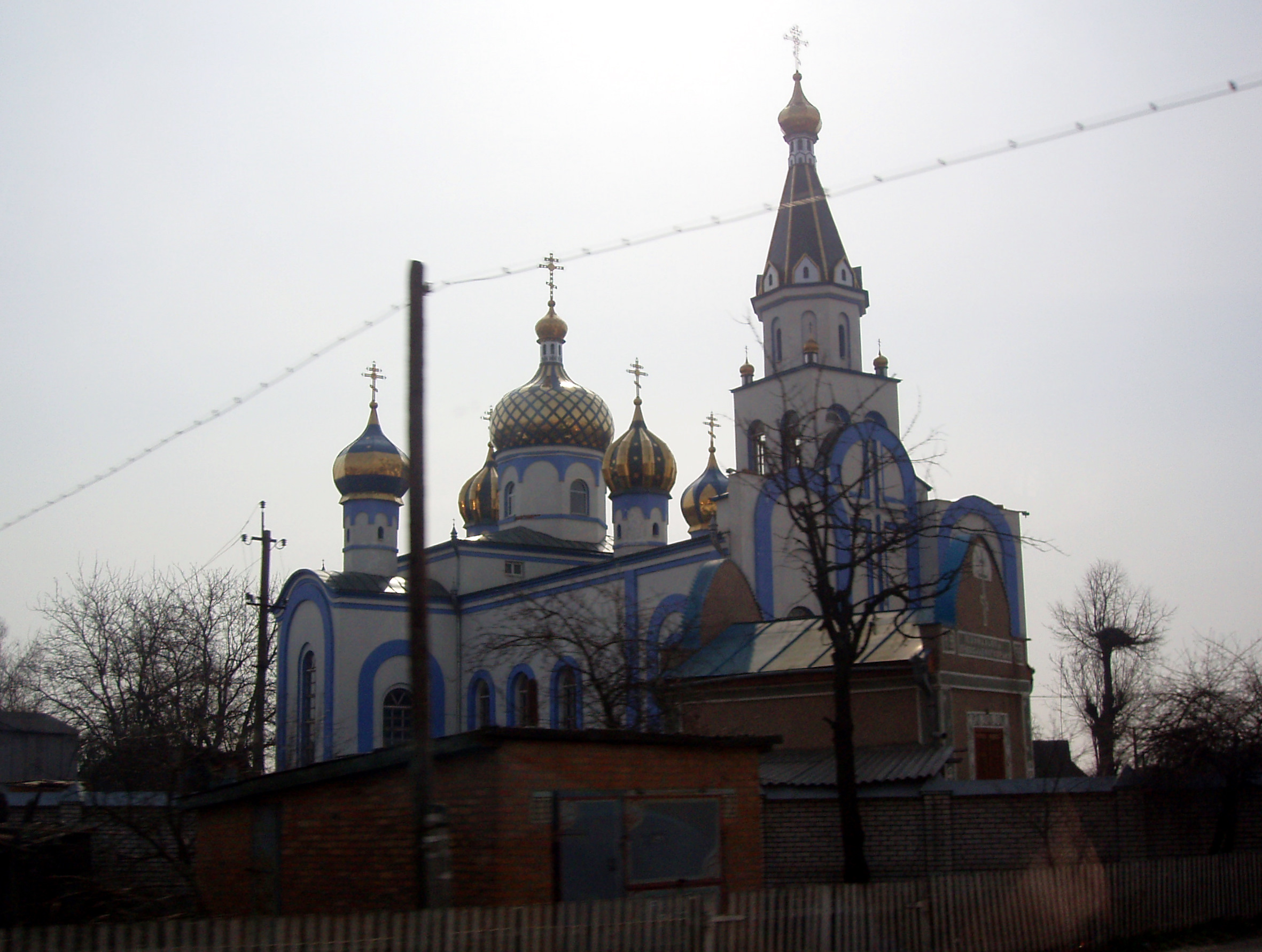
Церковь Святой Параскевы
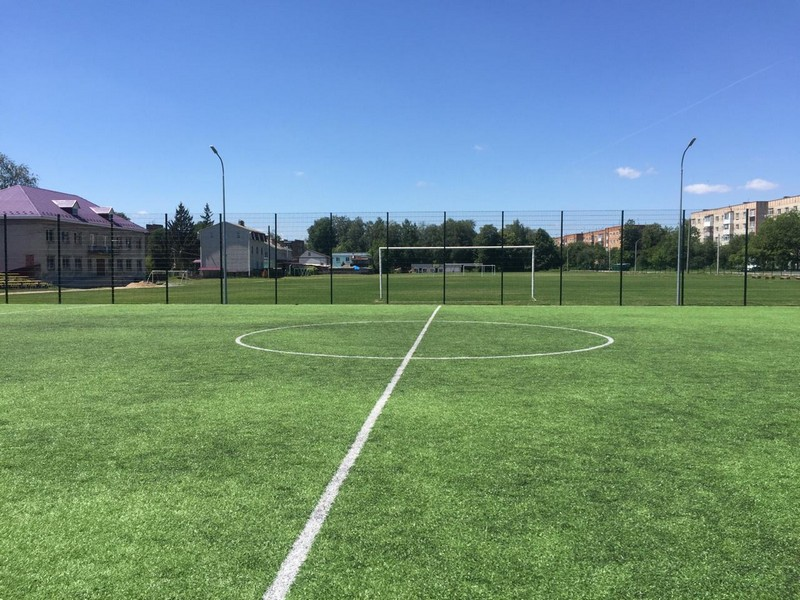
Стадион Авангард
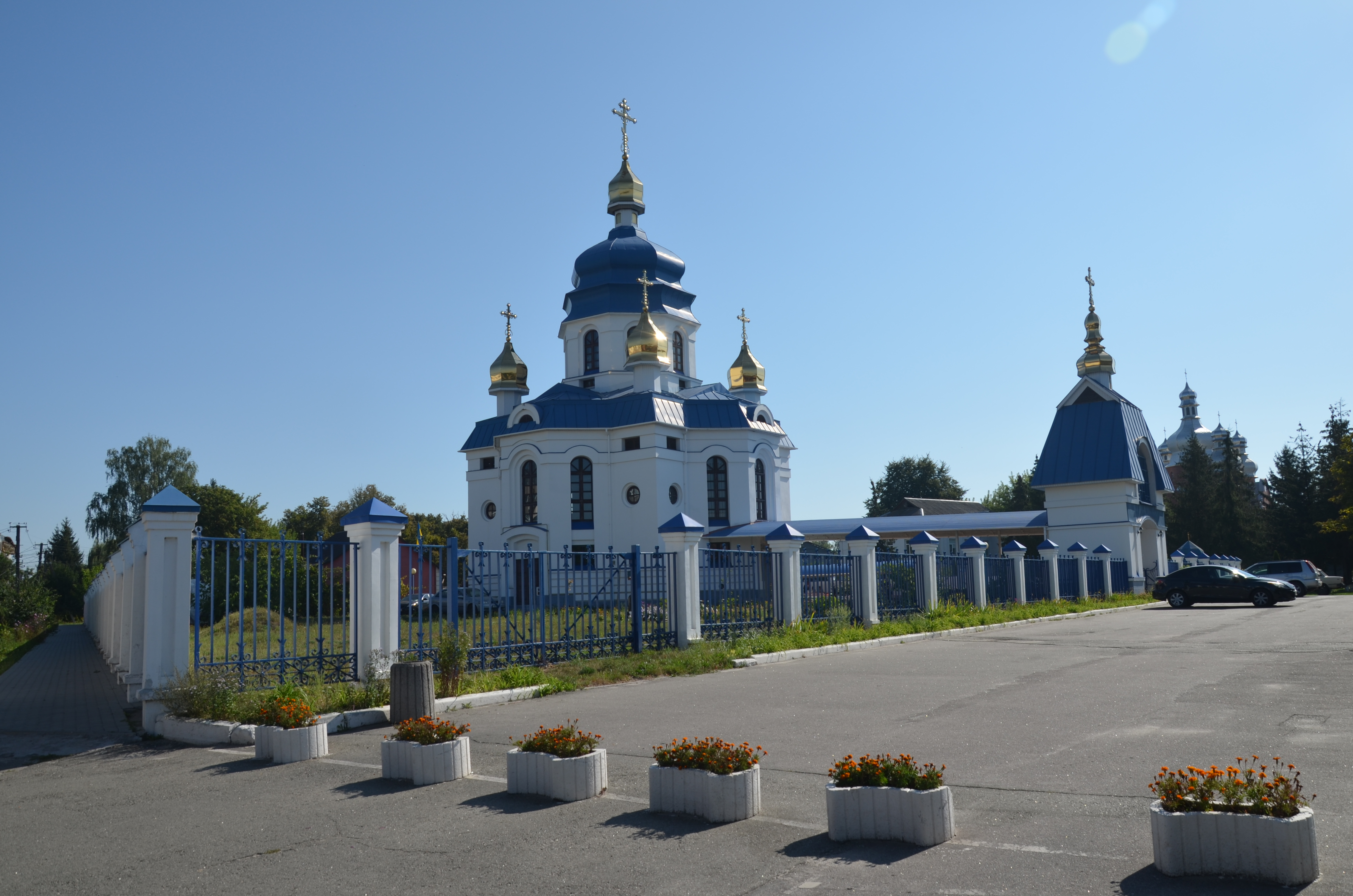
Церковь пророка Ильи
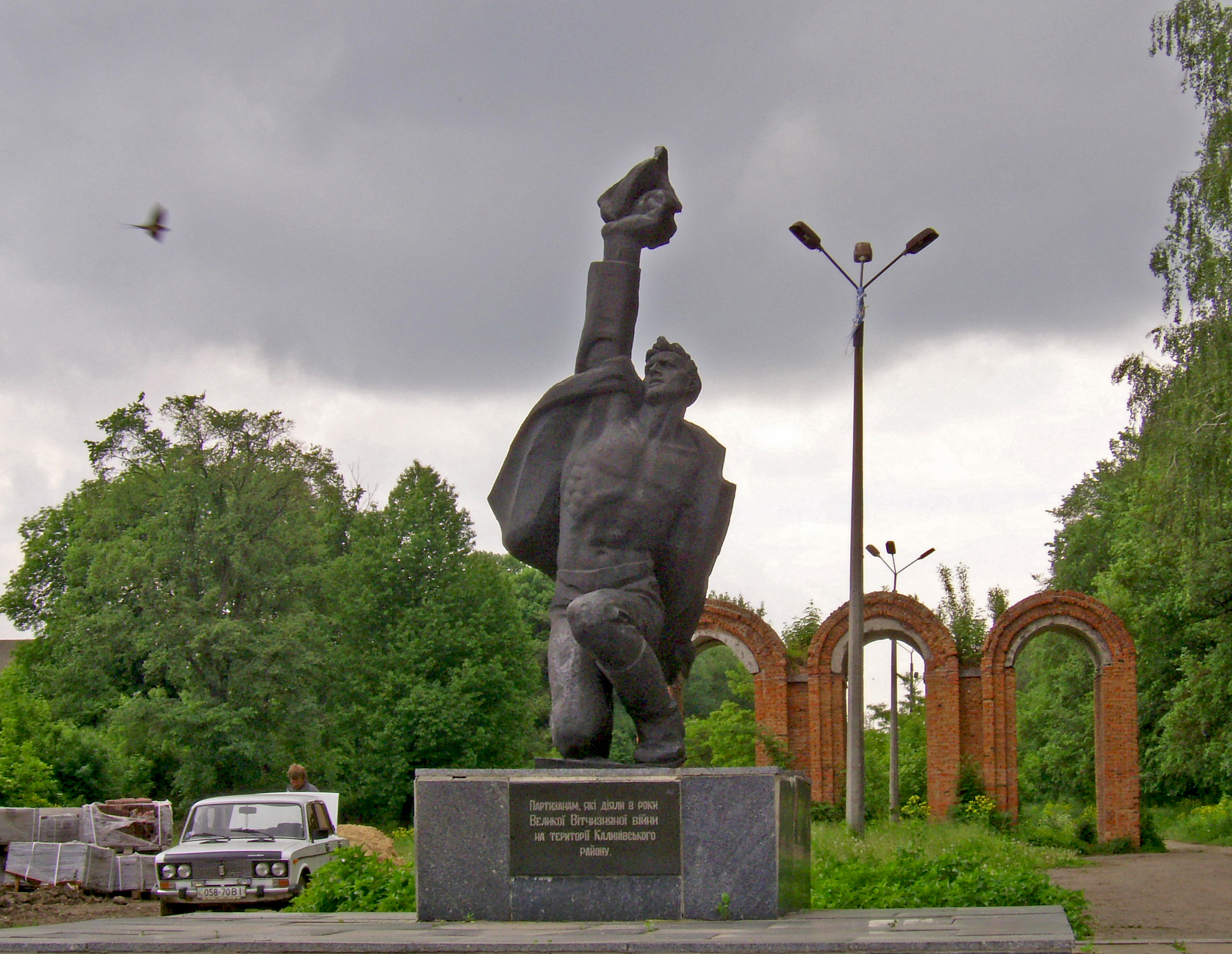
Памятник партизанам
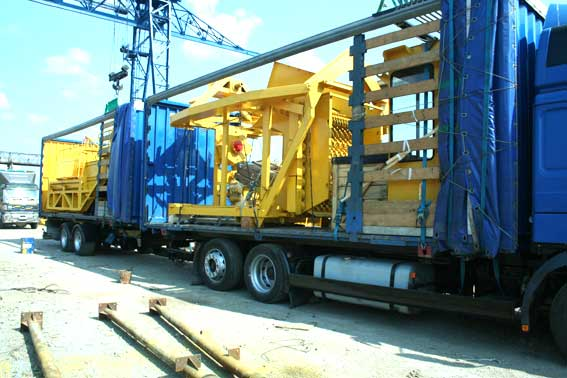
Калиновский машиностроительный завод

## Города-побратимы
- Сент-Мену (Франция)